# Йосідзава Акіра

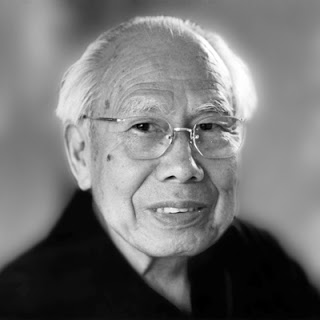
Йосідза́ва Акі́ра

Йосідза́ва Акі́ра (吉澤 章 Йосідзава Акіра; нар.14 березня, 1911 — пом.14 березня, 2005) — світовий майстер оригамі, що зумів вдихнути в стародавню японську традиційну розвагу щирий дух творчості й підняти його до рівня справжнього мистецтва.

## Біографія

### Дитячі роки і родина
Акіра народився 14 березня 1911 р. у префектурі Тотіґі в багатодітній родині, і був передостанньою, шостою дитиною. Із чотирьох народжених до нього сестер, троє вмерли від хвороб. Родина жила небагато, батько вирощував рис й овочі, продаж молока від декількох корів дозволяв зводити кінці з кінцями. Разом з тим у цьому численному сімействі приділяли велику увагу мистецтву, зокрема музиці; а зовсім ще маленький Акіра брав уроки живопису. Прищеплену з дитинства любов до мистецтва він пронесе через все життя. З оригамі він уперше зіткнувся в три роки, коли сусідка склала йому паперовий човник. Метушня з нею старших братів незабаром привела фігурку в повну непридатність, і Акіра спробував зробити таку ж самостійно. Незважаючи на такий юний вік, це йому вдалося! Можливо, саме тоді зародилася в його душі любов до складання.

### Юнацькі роки
У школі, до якої він пішов у шість років, не викладали оригамі. Однак хлопчик займався оригамі самостійно, освоюючи фігурки, які традиційно були відомі в той час. У віці 13 років він перебирається в Токіо, де протягом двох років після роботи відвідує вечірні класи. У цей час, як і багато молодих людей у Японії, він захоплюється буддистською філософією й регулярно відвідує буддистський храм. У віці 22 років Акіра Йосідзава влаштовується на машинобудівну фабрику, де крім основної роботи вивчає нарисну геометрію. Незабаром юнакові доручають учити новачків читати креслення. При цьому Йосідзава активно використовує оригамі, пояснюючи їм ази геометричних понять. Ці заняття мають успіх і викликають інтерес не тільки в його учнів, але й у власників фабрики. Акіра одержує дозвіл займатися оригамі в робочі години. У цей час у нього дозріває уявлення про те, що відсутня і в душі людини, і в природі абстрактна геометрія проявляється у світі у вигляді оригамі. Він вивчає класичне японське мистецтво бонсай, у якому дуже важливі почуття лінії, композиції й ритму. Він розуміє, що на відміну від уміння складати композиції з кольорів, оригамі поки немає міцно завойованих у країні позицій. Проте він вирішує спеціалізуватися на складанні, прекрасно усвідомлюючи, що йому доведеться торувати ще не ходжений шлях.

Діаграма для складання «журавля» — однієї з найвідоміших моделей оригамі

### Друга Світова війна
Друга Світова війна плутає всі ці плани. Йосідзава працює у військовому шпиталі, і в цих умовах приділяє час складанню. Коли його підрозділ виявляється в окупованому Гонконгу, він влаштовує виставку оригамі для поранених, розвішуючи особливо яскраві фігурки над ліжками одужуючих солдатів. Після закінчення війни нема сенсу повертатися в розбомблений Токіо, де життя в цей час особливо важке.

### Післявоєнне життя і визнання
Після демобілізації Йосідзава їде у своє рідне село в префектурі Тотіґі, де кілька років перебивається випадковими заробітками. Він як і раніше не залишає своїх занять оригамі. Це був найважчий період у житті майстра. Його дружина, з якою він обвінчався незадовго до війни, вмирає, роки йдуть, а його подвижницька праця залишається непоміченою. Хоча в 1944 році його моделі були включені в книгу Origami Shuko Ісао Хонди (本多 功), але кардинально ситуація змінюється тільки в 1950 році, коли директора школи префектури Тотіґі обирають президентом профспілки викладачів праці й мистецтв. Він знайомий із братом Йосідзави, і в результаті Акіра може продемонструвати свої роботи на організованій профспілкою виставці прикладного мистецтва. Роботи мають успіх, і Акірі пропонують виступити на з'їзді профспілки з розповіддю про роль оригамі в освіті. Несподіваний щасливий поворот долі приносить майстрові певну популярність. Він вирішує повернутися в Токіо й зробити заняття оригамі своєю професією.
У цей час японському драматургові Тадасу Ізаві спадає на думку надрукувати на сторінках газети Асахі Ґраф складені з паперу фігурки, що символізують цикл східного календаря. Ізаві радять звернутися до Йосідзави, і той відразу погоджується. Кілька днів і ночей Йосідзава творить, не виходячи зі спеціально знятої для нього кімнати. Опубліковані в газеті фігурки роблять справжню сенсацію, настільки вони витончені й граціозні. Таких оригамі японці ще не бачили! Їхня поява в Асахі Ґраф виявилась поворотним моментом у житті майстра. Велика кількість людей у Японії починають всіляко сприяти розвитку оригамі. Йосідзава їздить по країні, виступаючи з лекціями у школах й університетах. Його моделі публікують на сторінках періодичних видань. В 1953 році його роботи стають відомі на Заході, в основному завдяки переписці, що зав'язалася з Гершоном Легманом.
1954 року японською мовою виходить перша книга Акіри Йосідзави «Нове мистецтво оригамі» («新しい折紙芸術»). Книжка була зовсім невелика й відображала лише вершину айсберга творчості майстра. Саме в ній майстер виклав свій метод запису складання моделей, що пізніше отримав назву системи Йосідзави-Рендлета. До моменту публікації книжки в Акіри накопичується вже кілька тисяч оригінальних моделей. У тому ж 1954 році Акіра Йосідзава організує Міжнародний центр оригамі, а через два роки повторно одружується. Не маючи дітей, майстер і його вірна супутниця Кайо Йосідзава вважають, що всі твори, які виходять з рук майстра — це їхні рідні діти. Популярність і слава майстра росте. Як і багато хто в Японії, він вважає, що самі божества творять красу його руками. Він не приступає до складання чергової фігурки, не створивши в душі молитву. Жодна з фігурок не схожа на інші — у кожної своя поза, вираз обличчя, свій неповторний вигляд. Більшість унікальних робіт майстра зроблені на основі добре відомих базових форм. Накопичений з роками досвід дозволяв Йосідзаві отримувати з них все нові й нові неповторні твори, які дивно нагадують створені природою живі об'єкти. Здається, що положення складок на деяких фігурках майстра точно не визначено. Однак, це не так. «В оригамі не повинно бути випадкових ліній — говорив майстер новачкам — кожна з них має бути продумана».
Починаючи з моменту світового визнання, Йосідзава представляв культуру Японії на численних міжнародних виставках. Саме йому приписують підйом оригамі від ремесла до мистецтва, що живе й розвивається. Усього Йосідзава створив понад 50 000 моделей, з яких тільки декілька сотень представлені діаграмами в його 18 книгах. Акіра Йосідзава винайшов кілька технік складання, зокрема мокре складання. За цією технікою папір зволожується перед складанням, щоб автор зміг надати моделі округлості й об'єму. Вважається, що саме це дозволило змінити уявлення про оригамі від дивної фольклорної забавки до виду мистецтва.
У 1983 році, на знак заслуг, Акіра Йосідзава отримав від імператора Японії Хірохіто Орден Вранішнього Сонця.